# تسوكاسا أوزاوا
تسوكاسا أوزاوا (باليابانية: 小澤 司) (8 مايو 1988 في أوداوارا في اليابان – )؛ هو لاعب كرة قدم ياباني سابق كان يلعب كلاعب وسط.

## وصلات خارجية
- تسوكاسا أوزاوا على موقع رابطة كرة القدم اليابانية للمحترفين (اليابانية)
- تسوكاسا أوزاوا على موقع قاعدة بيانات كرة القدم.إي يو (الإنجليزية)
- تسوكاسا أوزاوا على موقع Soccerway.com (الإنجليزية)
- تسوكاسا أوزاوا على موقع عالم كرة القدم.نت (الإنجليزية)